# Pristimantis stictogaster
Pristimantis stictogaster är en groddjursart som först beskrevs av William Edward Duellman och Hedges 2005.  Pristimantis stictogaster ingår i släktet Pristimantis och familjen Strabomantidae. IUCN kategoriserar arten globalt som otillräckligt studerad. Inga underarter finns listade i Catalogue of Life.